# روبرت ألارد
روبرت واين ألارد (بالإنجليزية: Robert Wayne Allard)‏ هو عالم نباتات أمريكي من مواليد 3 سبتمبر عام 1919 وتُوفي في 24 مارس عام 2003. يُعتبر روبرت على نطاق واسع واحد من كبار علماء الوراثة النباتية في القرن العشرين. أصبح رئيسًا لقسم الوراثة في جامعة كاليفورنيا بدايفيس في عام 1967، وانتُخب عضو في الأكاديمية الوطنية للعلوم في عام 1973، وحصل على جائزة فايزر المميزة، وجائزة علوم علوم المحاصيل الأمريكية. وقد تم تكريمه بصفته محاضر لجمعية مندل السويدية وكمحاضر رئيسي في فيلمين من قِبل الرابطة الوراثية الأمريكية. كما شغل منصب 

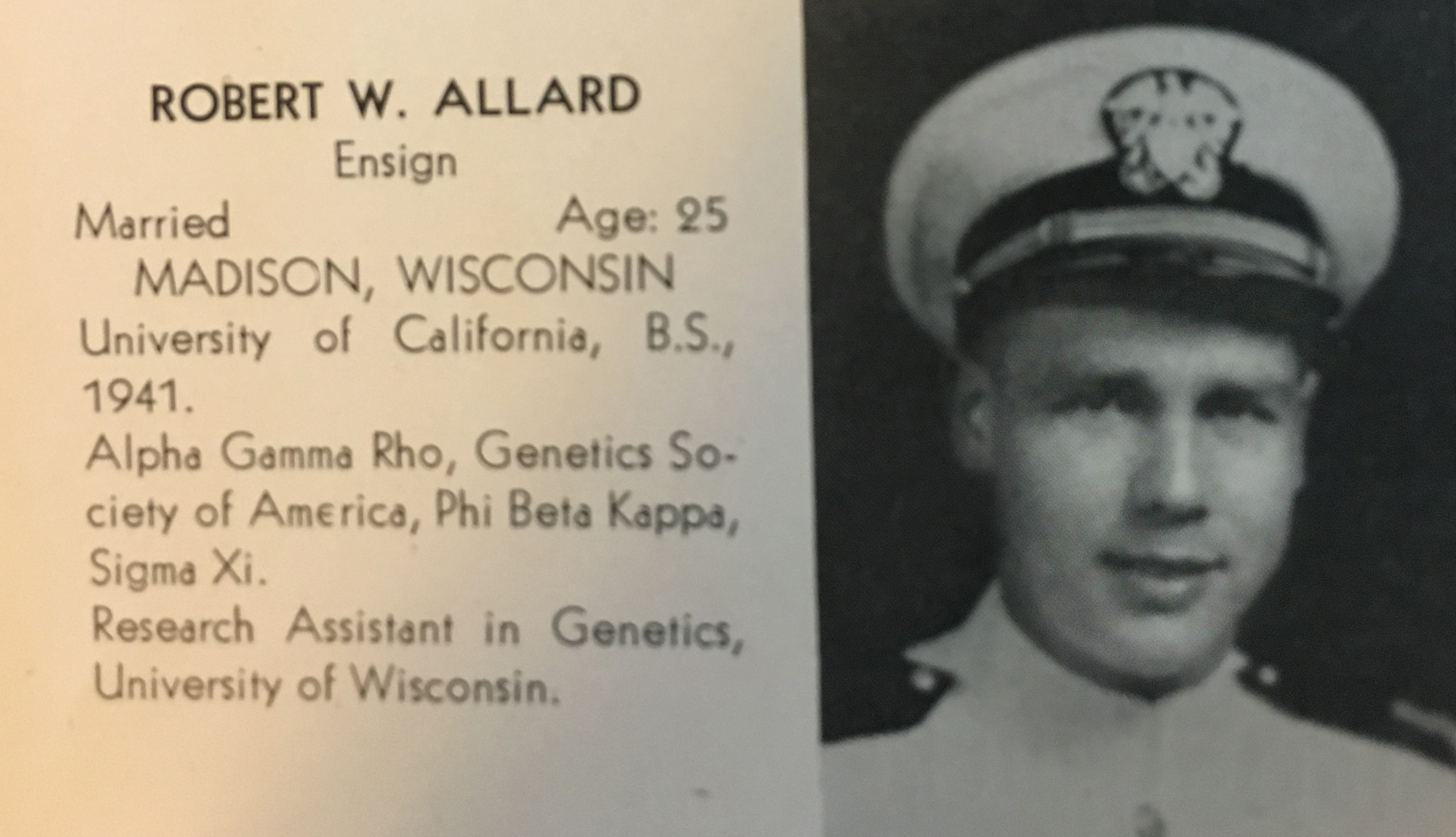
عضوية روبرت ألارد بالبحرية الأمريكية عام 1944

رئيس جمعية علم الوراثة في أمريكا، والرابطة الوراثية الأمريكية والجمعية الأمريكية للعلماء الطبيعيين.
كرئيس لقسم الوراثة في جامعة كاليفورنيا، لعب ديفيس دورًا رئيسيًا في جلب ثيودوسيوس دوبزانسكي وفرانسيسكو دي أيالا إلى قسم الوراثة في أوائل السبعينيات. ومع وجود جورج ليديارد ستودارد هناك، أصبح القسم بارز في كل من تطور النبات والحيوان. كما قام بتدريب 56 طالب دكتوراه وأكثر من 100 طالب ماجستير تحت إشرافه.

## تعليمه
لتحق روبرت بجماعة كاليفورنيا ديفيس كطالب جامعي في عام 1937، ثم التحق بجامعة ويسكونسن-مادييون للتدريب بعد التخرج. توقفت دراسته لاستكمال الدكتوراه بسبب الحرب العالمية الثانية، حيث شارك في الأبحاث المتعلقة بالحركة البيولوجية. بعد الحرب عاد إلى جامعة ويسكونين ماديسون لاستكمال الدكتوراه يتقديمه أطروحة عن علم الوراثة الخلوية في القمح.

## حياته الوظيفية المبكرة وأبحاثه
التحق بالكلية في جامعة كاليفورنيا ديفيس في عام 1946، حيث تم تعيينه كمربي للنبات في قسم الهندسة الزراعية. عمل على تطوير أصناف من حبوب ليما، بالإضافة إلى دراسة وراثة تعدد أشكال معطف البذور بالإضافة إلى الوراثة الأساسية لهذه النبات. كما عمل على أمراض القمح.
في خمسينيات القرن العشرين، بدأ أيضًا في إجراء أبحاث في مجال علم الوراثة الكمي، وبحلول الستينيات قام بتوسيع استخدامه للنباتات التجريبية لتشمل الشعير.
بالإضافة إلى ذلك، نشر في هذا الوقت أهم مطبوعاته، وهو كتاب مبادئ تربية النبات عام 1960، والذي تمت ترجمته إلى 17 لغة، وكان كتاب تربية النباتات الرئيسي لجيل واحد على الأقل. نُشرت طبعة ثانية للكتاب في عام 1999.
قادته اهتماماته المتزايدة باستمرار إلى علم الوراثة السكانية النباتية، وهو حقل أسسه أساسًا. كان اهتمامه الخاص في علم الوراثة السكانية لأنواع التوالد الداخلية، وشملت النباتات البرية مثل الكولينسونية والشوفان الفارغ والشوفان الشائك. ربما انبثق اهتمامه بزواج الأقارب من تعاونه مع جورج ليديارد ستودارد الذي كان أيضًا في جامعة كاليفورنيا بديفيس، وتوقع أن تكون مجموعات النباتات البرية البرية خالية من الاختلافات الجينية. وكمُربي للنباتات، قام باختيار الأنواع المتكاثرة في النباتات المزروعة. عرف ألارد أن هناك اختلافات جينية وافية في «الخطوط النقية». ومن السهل أن نرى كيف كان سيتخيل مع الأنواع البرية المتكاثرة. وبالفعل بدأ في أوائل الستينيات من القرن الماضي، حيث عمل مع مجموعات تجريبية من القمح والشعير والفاصولياء، بالإضافة إلى النباتات البرية مثل الكولينسونية والشوفان الفارغ والشوفان الشائك التي دخلت في مجموعة واسعة من القضايا المهمة لعلم الوراثة السكانية لأنواع التزاوج. قام بنشر العديد من الأوراق التأسيسية حول تأثيرات أنظمة التزاوج والاصطفاء طبيعي، وتفاعلات الجينات البيئية، واختلال التوازن الارتباطي، والانجراف الوراثي على التباين الوراثي بين تجمعات النباتات.
ابتداءً من الجزء الأخير من الستينيات وحتى نهاية حياته المهنية، ركز روبرت وزملاؤه في المقام الأول في مجال جديد لمختبره وهو علم الوراثة البيئية، لا سيما في مصنع الشوفان الشائك. ساعد هذا العمل بشكل كبير في نهاية الستينيات وخلال السبعينيات والثمانينيات من القرن العشرين من خلال استخدام الواسمات الجزيئية المعروفة باسم النظائر الإنزيمية جنبًا إلى جنب مع علم الوراثة الكمي التقليدي والصفات الفردية للعلامة المورفولوجية بالإضافة إلى تقنيات جزيئية أكثر تقدمًا حيث أصبحت هذه التقنيات متوفرة في الثمانينات والتسعينات وتم تطبيقها على الشوفان الشائك وأنواع أخرى مثل الشعير البري والمزروع والصنوبر.
كان موضوع الإكثار من عمل روبرت مدى الحياة هو إظهار تركيبات إبيضية مواتية من الأليلات من مواقع مختلفة، أو معقدات متعددة الجينات في النباتات البرية والمزروعة التي تم تجميعها وتكييفها مع موائل محددة. لتوضيح هذا الموضوع، ركزت الورقتان الأخيرتان على نوعين من الأنواع المتكاثرة من الشوفان البري الشاحب والشوفان الشائك وأحد الأنواع المتفرعة للشعير، والذرة.